# Hangwa
Il termine hangwa viene utilizzato per indicare i tradizionali dolci della cucina coreana. A volte vengono utilizzate anche le parole hangwaryu (한과류?, 韓菓類?), jogwa (조과?, 造果?) o gwajeongnyu (과정류?, 果飣類?).
Possono essere classificati in otto categorie: caramelle, dasik, gwapyeon, jeonggwa, suksilgwa, yeotgangjeong, yugwa e yumilgwa.
Gli ingredienti comuni dei hangwa sono farina di grano, frutti e radici commestibili, ingredienti dolci come miele o yeot (toffee), e spezie come cannella e zenzero.

## Storia
I hangwa risalgono all'era dei tre regni di Corea (57 a.C.-688 d.C.) quando venivano consumati dalla corte reale. Durante la dinastia Goryeo (936–1392), il buddhismo vietò la carne dalla dieta, portando alla diffusione e all'aumento della coltivazione dei cereali. Numerosi tipi di hangwa si diffusero e, poiché il popolo ne era ghiotto, i funzionari temettero che ciò avrebbe influenzato il volume del raccolto; perciò, i dolci vennero vietati con un decreto nel 1179 e nel 1192, e il popolo fu incoraggiato a mangiare, invece, della frutta. Durante la dinastia Joseon, potevano essere consumati soltanto durante i riti ancestrali, pena una multa o delle percosse.
Inizialmente, i hangwa avevano forme diverse che ricalcavano quelle degli esseri viventi, ricavate da stampi di legno. La farfalla significava un matrimonio felice, il loto armonia e i pipistrelli fortuna. In seguito fu data loro la forma di una palla, ma, risultando scomoda per i riti ancestrali, si passò al cubo. I hangwa sono ora a forma di palla, cubo, tubi lunghi, e quelli piatti e rotondi sono decorati.

## Varianti

### Caramelle
La caramelle tradizionali coreane possono essere mangiate così come sono o usate come dolcificante in altri hangwa. Quelle dure, indicate con il termine dang (당?, 糖?) o dangnyu (당류?, 糖類?), sono preparate con zucchero cristallizzato o amido saccarificato, oppure, come per le okchundang della Corea del Nord, con farina di riso.
Le yeot (엿?) hanno invece consistenza simile al toffee e vengono realizzate facendo fermentare leggermente in acqua il bap (riso bollito) con il malto d'orzo in polvere a fiamma moderata finché i granelli non si dissolvono nel liquido, che viene poi ridotto finché non diventa solido e appiccicoso. Se di consistenza sciropposa viene chiamato muryeot (물엿?) o jocheong (조청?, 造淸?). Le yeot possono anche essere preparate con ingredienti amidacei quali riso glutinoso, sorgo, granturco, patata, patata dolce e zucca.

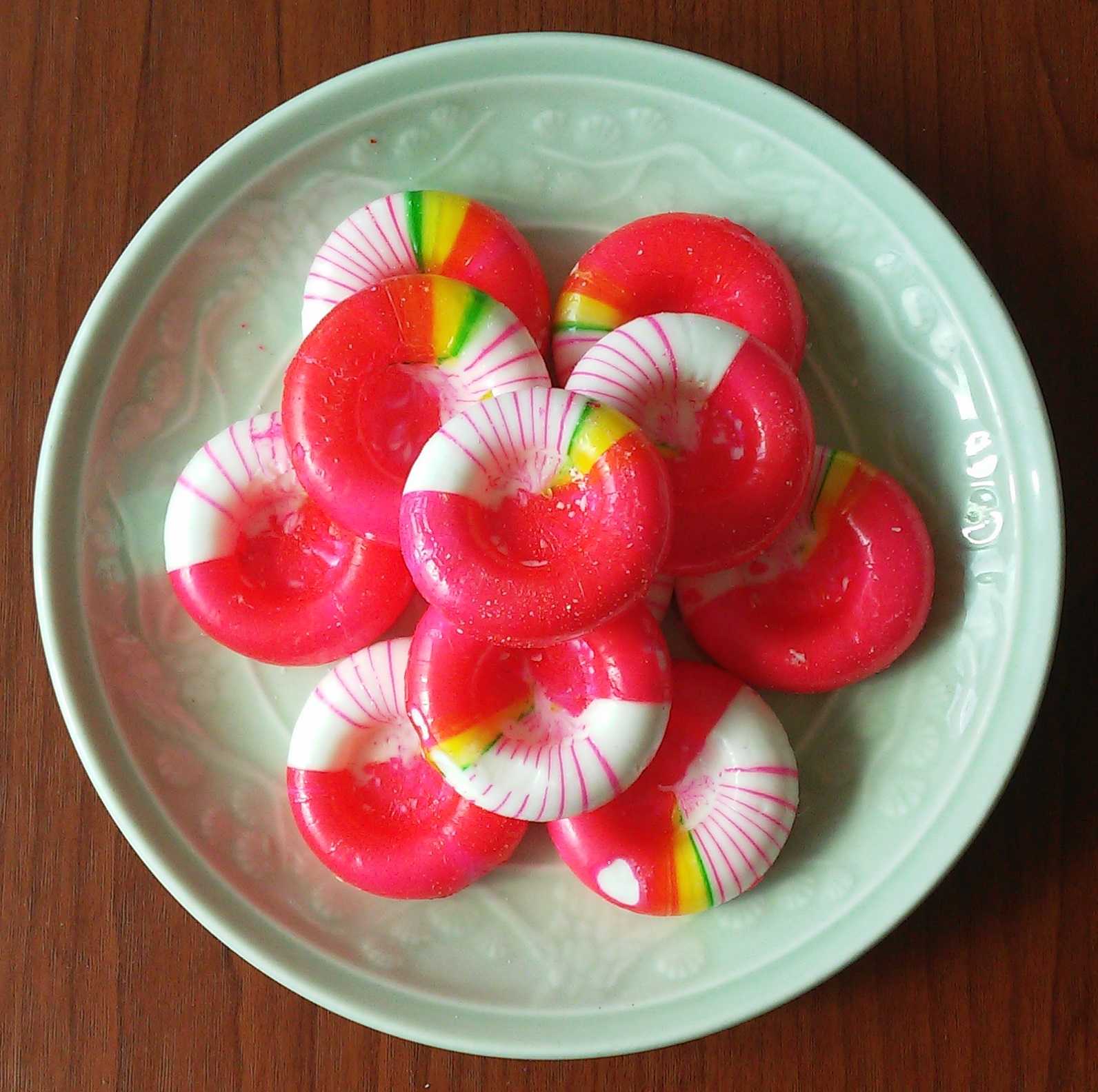
Le okchundang, caramelle dure.

### Dasik
I dasik (다식?, 韓菓?) sono hangwa della dimensione di un boccone che solitamente accompagnano il tè. Il miele viene mischiato con farina di grano o di altri semi commestibili, oppure polline, e l'impasto così ottenuto viene pressato in uno stampo chiamato dasikpan (다식판?). Altri ingredienti tipici sono farina di riso, polline di pino, sesamo nero, castagne e fagioli di soia.

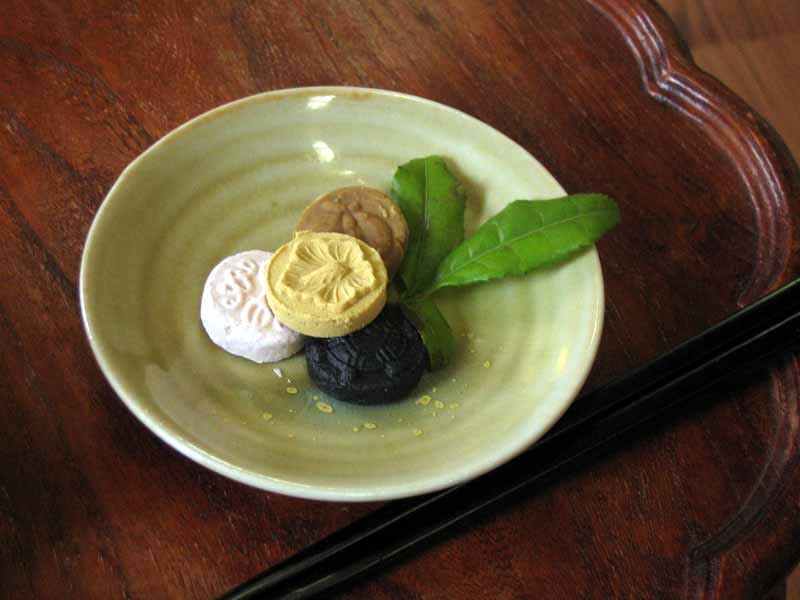
Dasik.
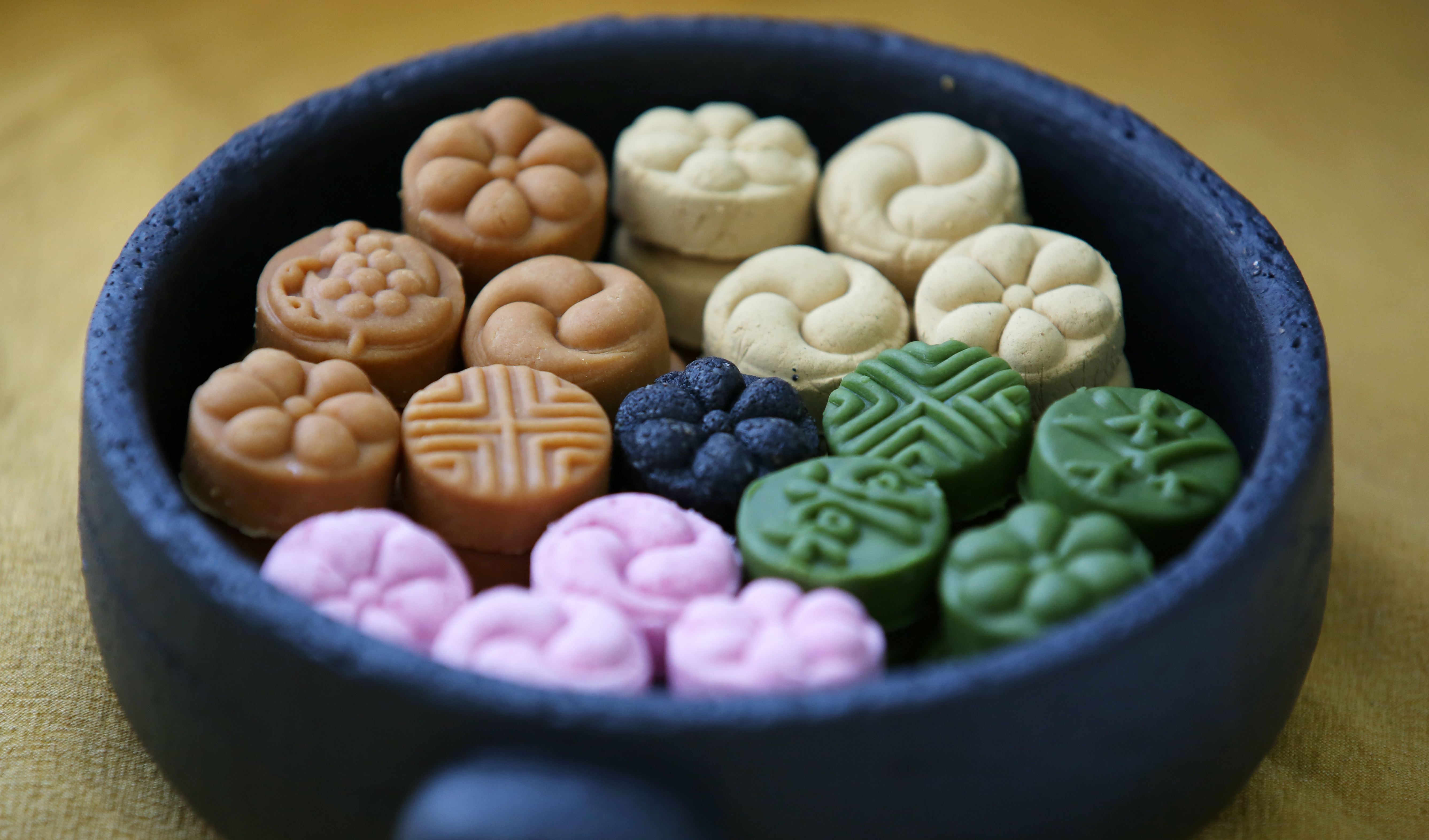
Dasik assortiti.

### Gwapyeon
Le gwapyeon (과편?, 果片?) sono gelatine di frutta e miele consumate in estate. La frutta viene fatta bollire, setacciata, unita al miele e fatta sobbollire a lungo a fuoco basso, con l'aggiunta di amido, agar agar o altri agenti addensanti. Il composto viene poi fatto raffreddare in uno stampo fino alla solidificazione. La frutta utilizzata è molto varia: ciliegie, lamponi neri coreani, albicocche, biancospino, mirtilli blu, bacche di magnolia e yuzu.

### Jeonggwa
I jeonggwa (정과?, 正果?) sono hangwa croccanti, gommosi e traslucidi preparati con frutta a fette, radici o semi commestibili. Ingredienti comuni sono mela cotogna cinese, yuzu, radici di loto asiatico, zenzero, melone invernale e ginseng. L'ingrediente prescelto viene bollito nel miele, poi asciugato e, a scelta, sagomato a forma di fiore o altre forme. Se l'acqua viene bollita in precedenza insieme al miele, spesso con l'aggiunta di zenzero e cannella, e la frutta aggiunta in seguito, si ottiene una bevanda fredda conosciuta come sujeonggwa (수정과?, 水正果?).

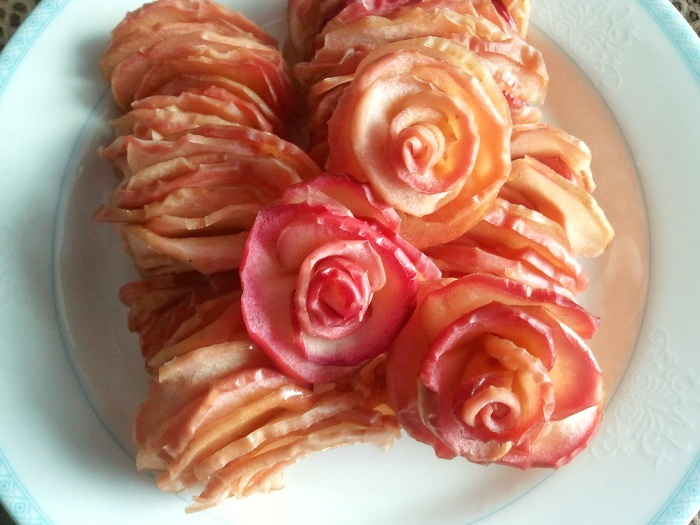
Jeonggwa di mela.
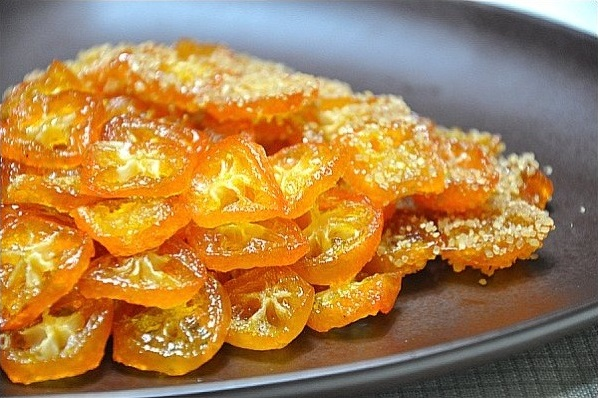
Jeonggwa di kumquat.

### Suksilgwa
I suksilgwa (숙실과?, 熟實果?) si realizzano bollendo castagne, zenzero o giuggiole, triturandoli e dando poi loro la forma del frutto originale, o altre forme a scelta. I suksilgwa a base di castagne vengono chiamati yullan (율란?, 栗卵?).

### Yeotgangjeong
I yeotgangjeong (엿강정?) sono hangwa simili al croccante e si realizzano aggiungendo al muryeot pinoli, noci, arachidi, riso tostato, semi di sesamo o di perilla, e stendendo il composto ben livellato per farlo raffreddare; viene in seguito tagliato a cubi, rettangoli o altre forme.

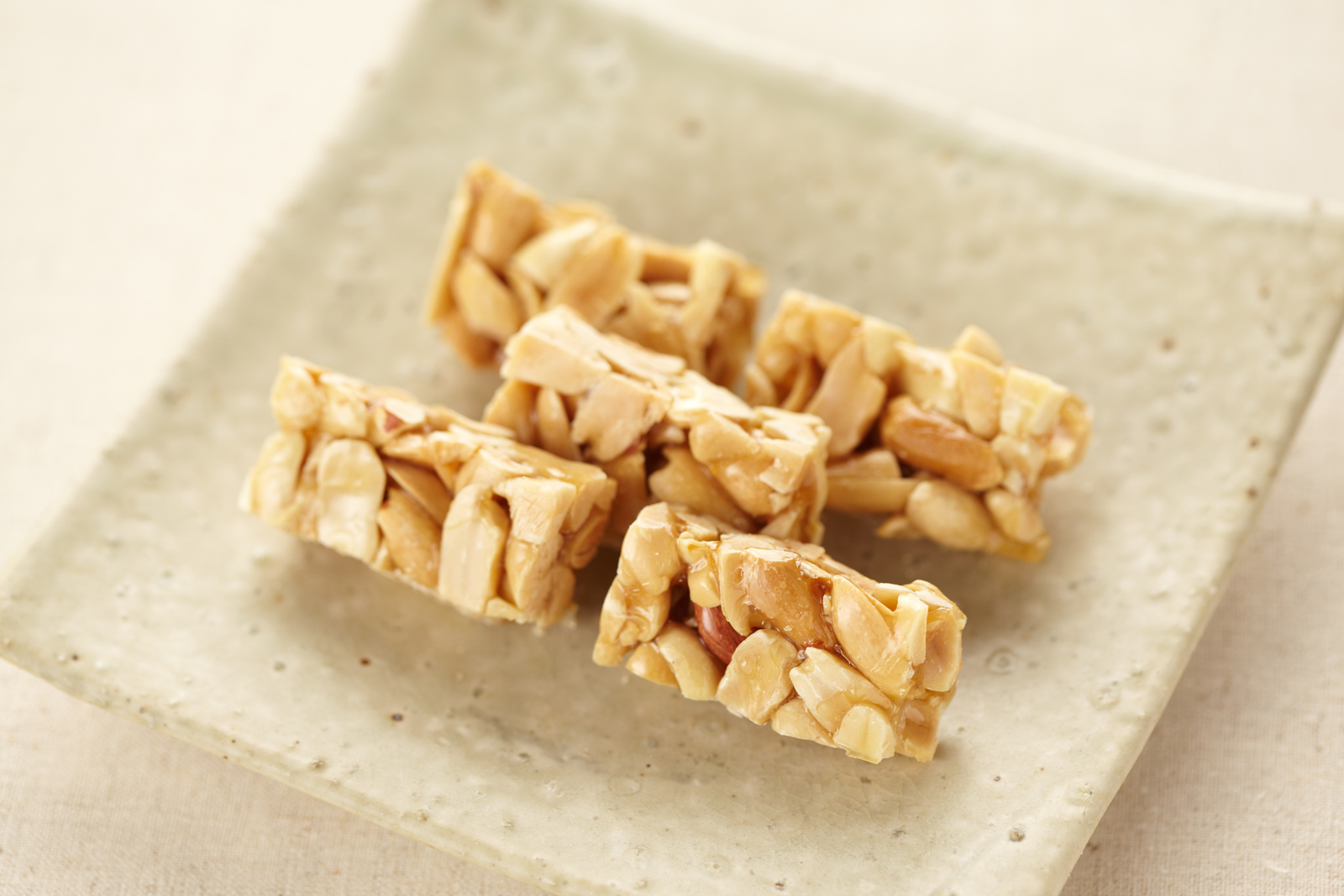
Yeotgangjeong di arachidi.
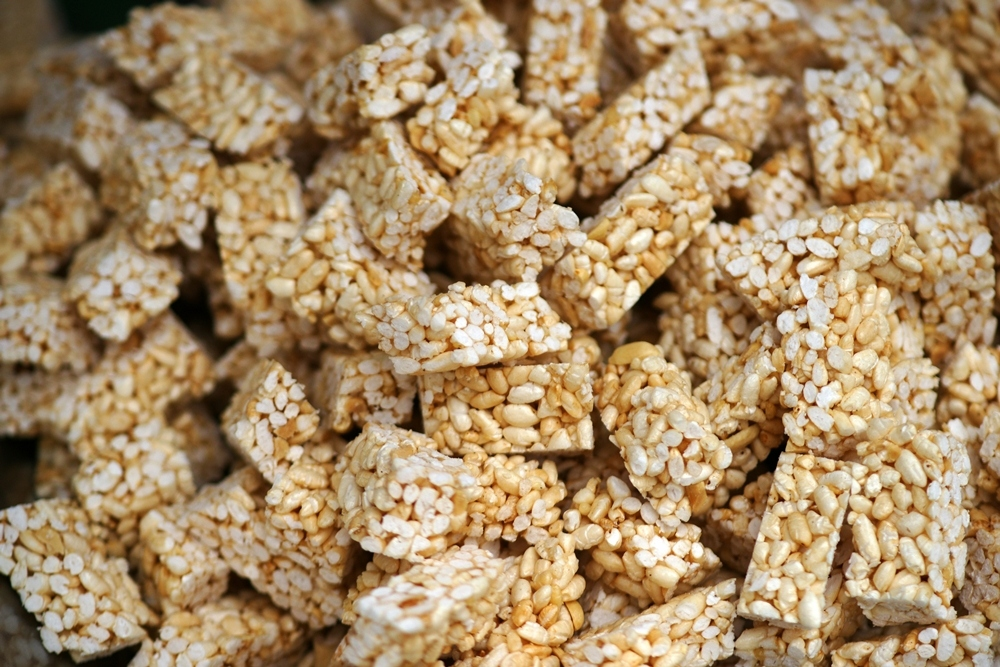
Yeotgangjeong di riso soffiato.
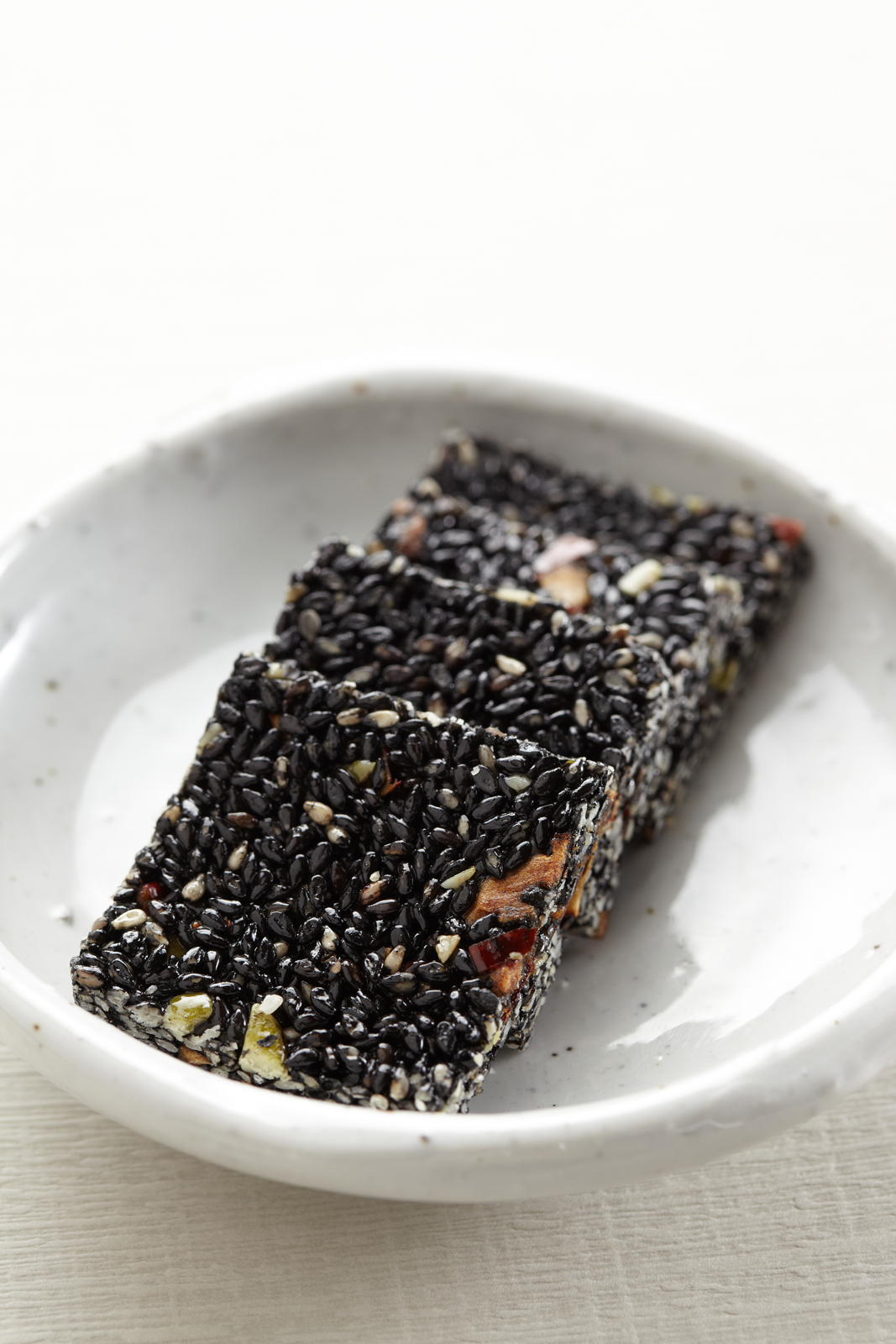
Yeotgangjeong di sesamo nero.

### Yugwa
I yugwa (유과?, 油菓?) sono hangwa realizzati friggendo pezzi seccati di impasto di farina di riso o farina di grano, che vengono poi ricoperti di miele o sciroppo e passati in riso soffiato o semi di sesamo. Si distinguono in due tipi diversi.
I gangjeong (강정?) sono preparati con riso ammollato in acqua per quattro-cinque giorni mischiato a farina di riso, cheongju (vino di riso), miele e acqua. L'impasto viene appiattito e tagliato in rettangoli e rombi che, dopo essere stati immersi nel cheongju, vengono asciugati e fritti due volte. Vengono prima ricoperti di miele e poi di noci, semi e spezie in polvere. I hangwa (한과?, 漢菓?), che si differenziano dalla categoria generale hangwa per i caratteri hanja con cui le due parole sono scritte, sono invece colorati dopo la frittura. Quelli di cinque colori si chiamano osaek hangwa (오색한과?, 五色漢菓?).

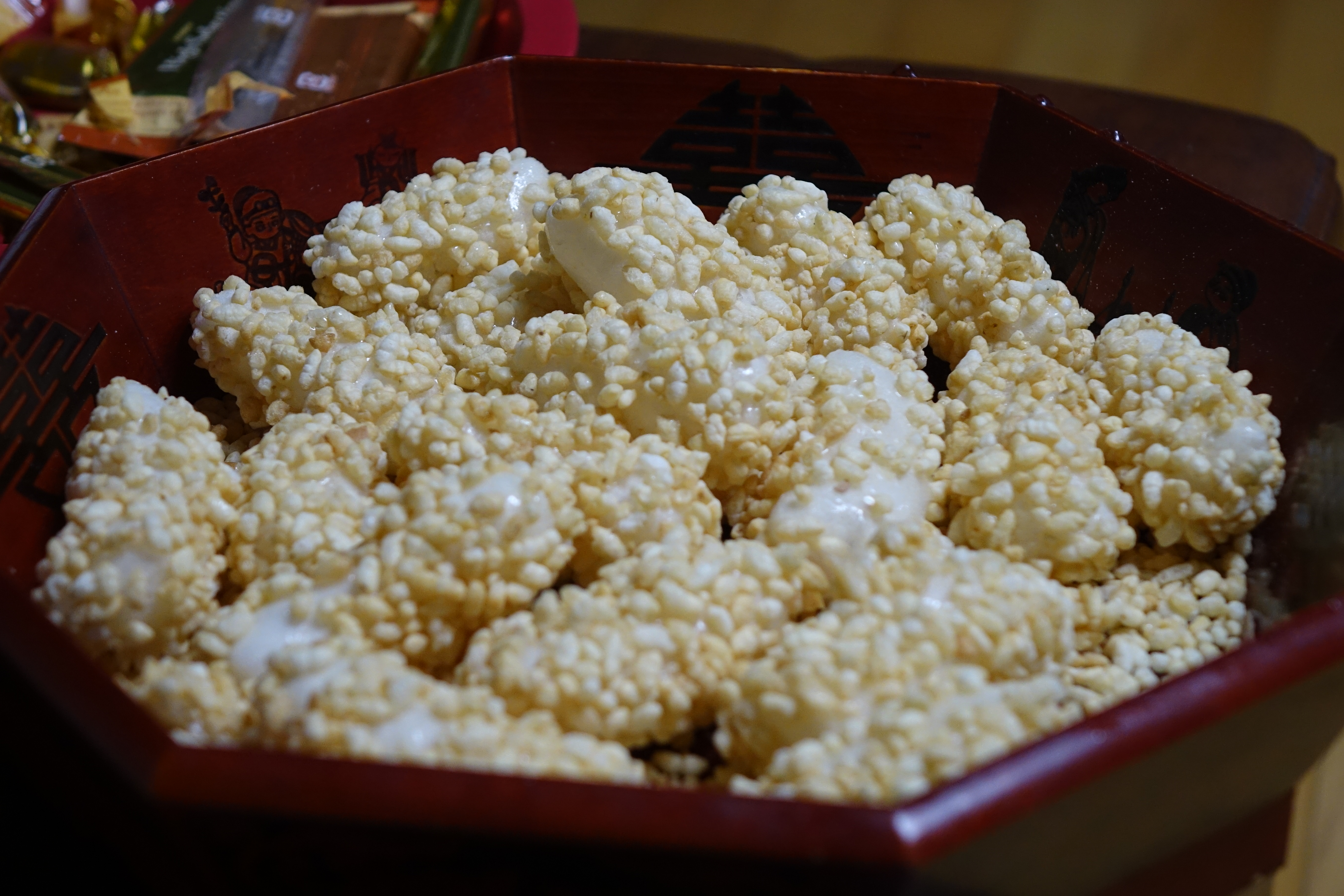
Gangjeong.
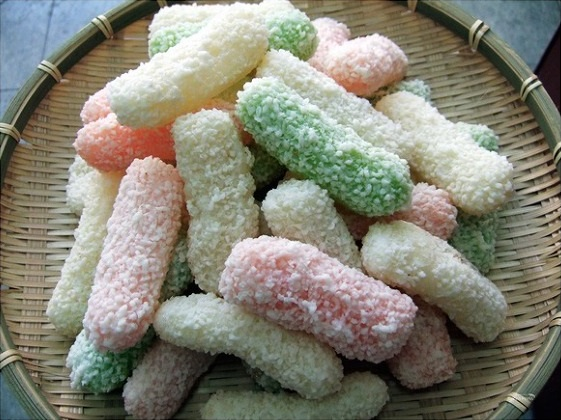
Hangwa.

### Yumilgwa
I yumilgwa (유밀과?, 油蜜菓?) sono hangwa fritti di farina di grano.
I mandugwa (만두과?, 饅頭菓?) si preparano con farina di grano setacciata, olio di sesamo, miele, succo di zenzero e cheongju (vino di riso); all'impasto così ottenuto viene poi data la forma di un mandu dal ripieno dolce, di solito a base di giuggiole snocciolate cotte al vapore, cannella in polvere e miele. I taraegwa (타래과?), anche chiamati maejakgwa (매작과?, 梅雀菓?) o maejapgwa (매잡과?, 梅雜菓?), sono a forma di fiocco, e ricoperti di miele e pinoli. I yakgwa (약과?, 藥果?), anche chiamati gwajul (과줄?), sono invece a forma di fiore e ricoperti di miele e cannella.

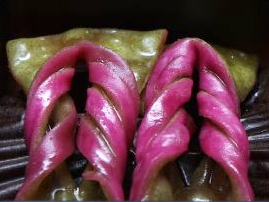
I taraegwa, anche noti come maejakgwa.
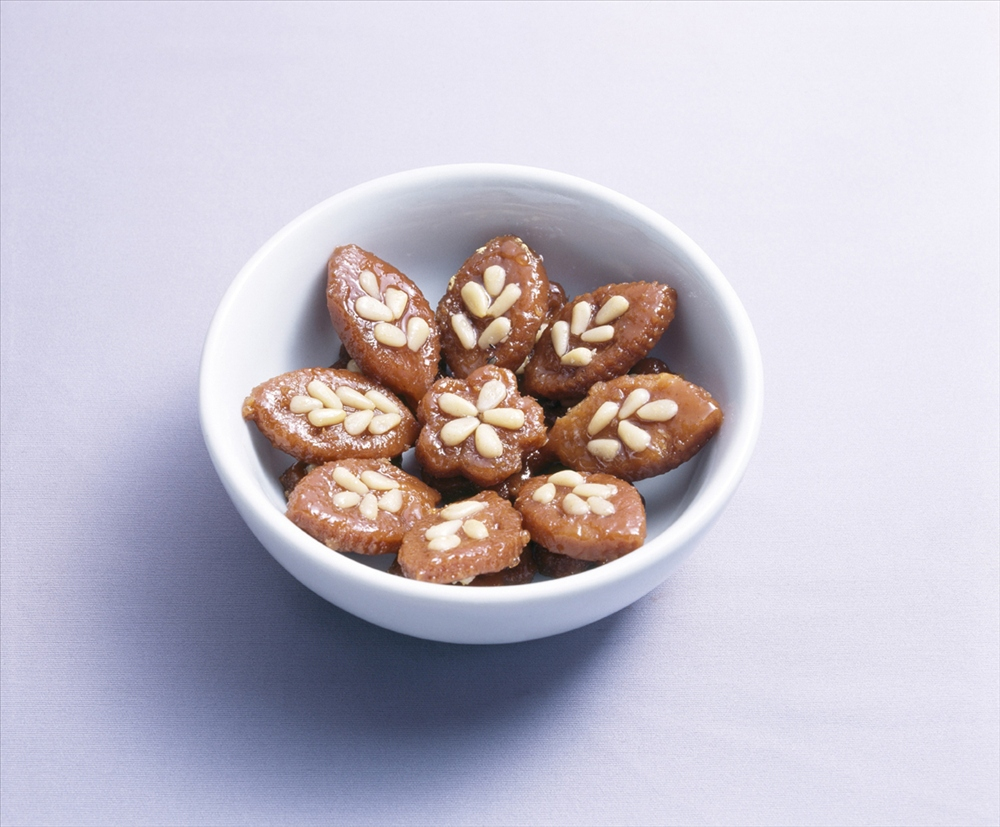
Yakgwa.

### Altri
Il gotgammari (곶감말이?) si realizza con cachi essiccati appiattiti nei quali vengono inserite noci tostate, e il tutto è poi arrotolato e tagliato a fette come nel gimbap.
Il kkultarae (꿀타래?) è fatto di yeot filato, nel quale vengono avvolti noci, cioccolato o altri ripieni.
Il yaksik (약식?, 藥食?), chiamato anche yakbap (약밥?), si prepara con riso glutinoso cotto al vapore, miele, salsa di soia, giuggiole snocciolate, castagne, pinoli tostati e olio di sesamo. All'impasto ottenuto viene data la forma desiderata e il dolce viene cotto al vapore.

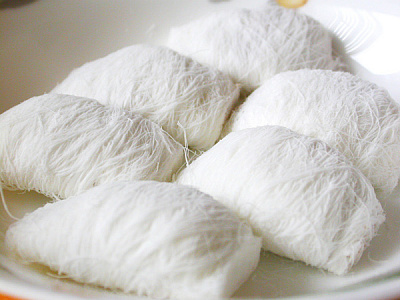
Kkultarae.
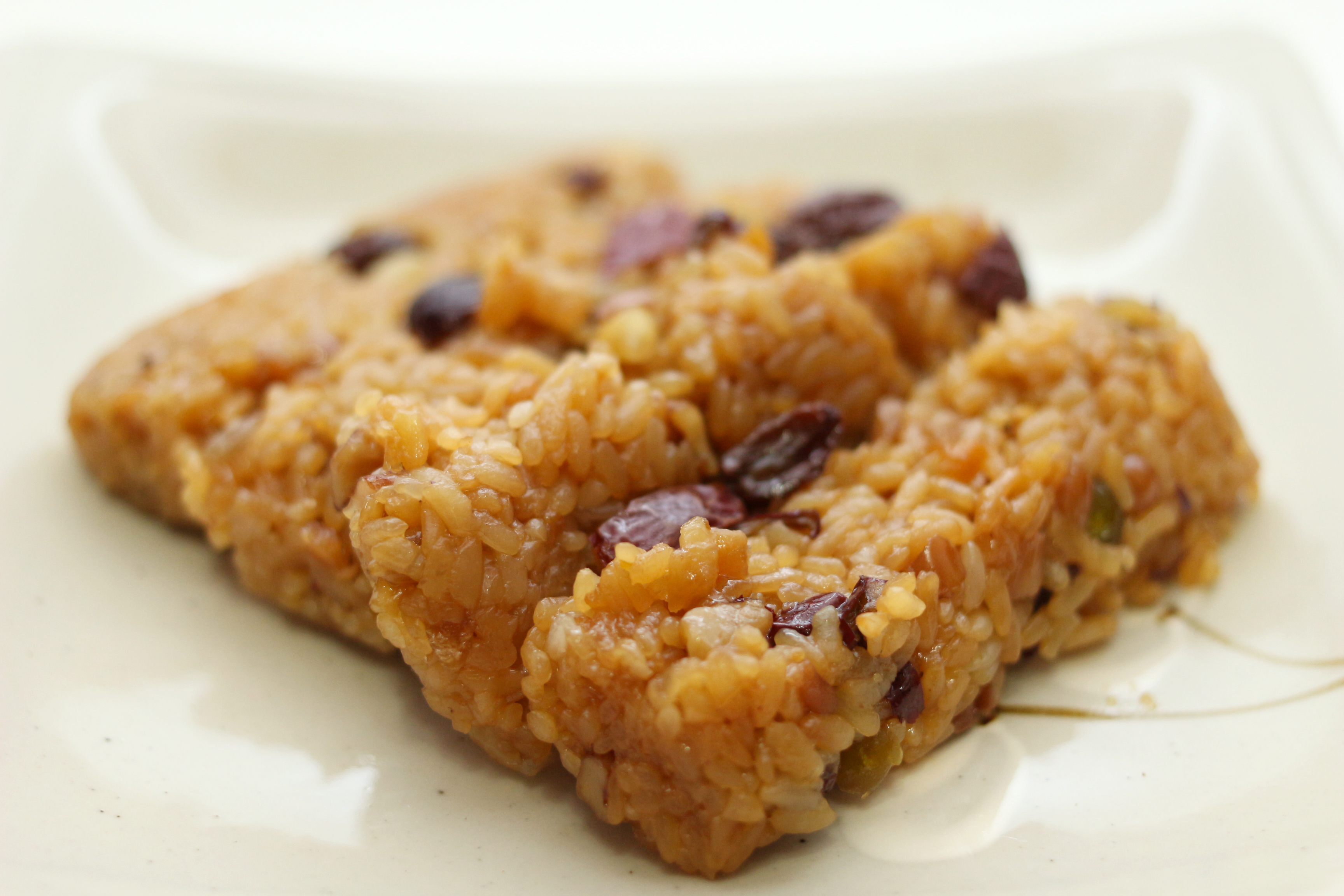
Yaksik.